# Întâlnire cu moartea
Întâlnire cu moartea este un roman polițist scris de scriitoarea britanică Agatha Christie în anul 1938.

## Traduceri în limba română
- Agatha Christie, Întâlnire cu moartea, 256 p., Editura RaO, 2009, ISBN: 9789731038971
- Agatha Christie, Întâlnire cu moartea', 313 p., Editura Litera, 2017 ISBN: 606330973X, 9786063309731